# 艾莉娅·欧多西亚
艾莉娅·欧多西亚（英語：Aelia Eudoxia）（？—404年10月6日）是一位東羅馬帝國皇后，帝國皇帝阿卡狄奧斯的妻子。作為皇后，她與君士坦丁堡大主教约翰一世不和。她育有五個子女，其中四個活到成年，包括她唯一的兒子，也就是未來的皇帝狄奧多西二世。她還有兩次懷孕但最終流產或死產，欧多西亚亦因此駕崩。

## 家庭
她是弗拉維烏斯·保托的女兒，保托是一位羅馬化的法蘭克人，曾在4世紀80年代擔任西羅馬軍隊的軍事統帥。歷史學家约翰·巴格内尔·伯里所寫的《晚期羅馬帝國史：從狄奧多西一世之死到查士丁尼之死》（1923年）以及肯尼斯·霍勒姆（Kenneth Holum）所著的歷史研究《狄奧多西王朝皇后：古代晚期的女性與帝國統治》（1982年）均認為，她的母親是羅馬人，而歐多西亞則是「半蠻族」（semibarbara）。然而，儘管她可能是羅馬人，但主要資料並未提及她的母系血統。

## 早年生活
艾莉婭·歐多西亞的父親最後一次被提及是在385年，當時他與阿卡狄奧斯一同擔任執政官，並於388年去世。 根據歷史學家佐西姆斯的記載，歐多西亞最初在首都君士坦丁堡生活，是東羅馬帝國軍事統帥普羅莫圖斯的隨從。據推測，她在抵達時已是孤兒。她進入普羅莫圖斯的家族可能表明這兩位軍事統帥之間存在友誼，也可能存在政治聯盟。
普羅莫圖斯於391年去世，據佐西姆斯記載，歐多西亞曾與狄奧多西一世在世的一位兒子一起在君士坦丁堡生活，並推測她在阿卡狄奧斯擔任其父的共治皇帝期間就已與他相識。歐多西亞的教育者是潘索菲烏斯，潘索菲烏斯後來於402年晉升為尼科米底亞的主教。

## 婚姻
395年1月17日，狄奧多西一世因水腫在梅蒂奧拉努（米蘭）駕崩。阿卡狄奧斯繼承了東羅馬帝國，霍諾留繼承了西羅馬帝國。阿卡狄奧斯實際上被置於東方禁衛軍長官魯菲努斯的控制之下。據報道，魯菲努斯打算將自己的女兒嫁給阿卡狄烏斯，並建立自己與狄奧多西王朝的關係。伯里認為，「一旦成為皇帝的岳父，他（魯菲努斯）或許可以自己成為皇帝。」
然而，魯菲努斯正忙於與西羅馬帝國軍事統帥斯提里科的衝突。歐多西亞與阿卡狄奧斯的婚禮是由君士坦丁堡大皇宮的宦官欧特罗庇厄斯策劃的。雖然有傳說稱，欧特罗庇厄斯曾向阿卡狄奧斯贈送歐多西亞的畫像，並不斷誇贊她的魅力，直至阿卡狄奧斯愛上了她，但實際上，皇帝早已與歐多西亞相識6-7年，而他選擇皇后一事，必定是出於政治動機。
婚禮於395年4月27日舉行，魯菲努斯對此並不知情或同意。對欧特罗庇厄斯而言，此舉旨在增強他對皇帝的影響力，並希望確保新皇后對他的忠誠。魯菲努斯曾是普羅莫圖斯的敵人，包括歐多西亞在內的尚存的軍事統帥家族，或許都渴望暗中破壞他的統治。阿卡狄奧斯本人也可能出於某種動機，將自己的意志凌駕於攝政王之上。佐西姆斯記載，阿卡狄奧斯也受到了新娘非凡美貌的影響。阿卡狄烏斯大約18歲，而歐多西亞的年齡推測也與之相當。

## 皇后
從結婚到去世的十年間，歐多西亞生下了五個孩子。一位被稱為「偽殉道者」的當代文獻也報導了兩次死產。「偽殉道者」對歐多西亞懷有敵意，很可能是科斯馬斯，一位由君士坦丁堡大主教约翰一世施洗的執事——他熱衷於將死產與神對約翰兩次流放的懲罰聯繫起來。作家歷史學家佐西姆斯也聲稱，她的兒子狄奧多西被廣泛傳言是她與一位廷臣私通的結果（佐西姆斯也普遍對歐多西亞懷有敵意，因此他的故事的準確性值得懷疑）。
歐多西亞和新任軍事統帥蓋納斯被認為在399年剝奪宦官欧特罗庇厄斯的所有官職並隨後處決他的過程中發揮了作用——當時欧特罗庇厄斯正試圖在宮廷中擴大自己的影響力和權力。然而，她參與的程度和性質存在爭議。然而，在欧特罗庇厄斯被處決後，她的個人影響力似乎有所增強。她也參與了法律事務，例如將軍阿爾巴扎丘斯賄賂她，使他免於因其在征討伊蘇利亞人戰役中的行為而受審。400年1月9日，歐多西亞正式被授予奧古斯塔的頭銜。她隨後可以佩戴代表皇帝等級的紫色外衣（paludamentum），並被刻在羅馬硬幣上。她與男性奧古斯都行為相似的官方肖像也流傳開來。她的小叔霍諾留後來向哥哥阿卡狄奧斯抱怨這些肖像竟然影響他自己的宮廷。
她在宮廷和國家事務中的影響力一直是歷史學家爭論的焦點。菲洛斯托爾吉烏斯認為她比丈夫更聰明，但也評論說她「野蠻的傲慢」。佐西姆斯認為她意志堅強，但最終還是被宮廷裡的宦官和周圍的女性操縱。 沃爾夫·利貝舒茨所著的《野蠻人與主教：阿卡狄奧斯和金口約翰時代的軍隊、教會和國家》（1990年）認為，一手資料中高估了她的影響力，而《劍橋古代史》第十三卷：晚期帝國337-425年（1998 年）則稱她從400年到404年去世期間一直主宰著東羅馬帝國政府。
403年，君士坦丁堡總督辛普利修斯在一根斑岩柱和大理石基座上為她豎立了一座雕像。阿卡狄奧斯將塞利姆布里亞（錫利夫里）的城鎮改名為歐多西奧波利斯以紀念她，但這個名字最終沒有流傳下來。

## 教會政策

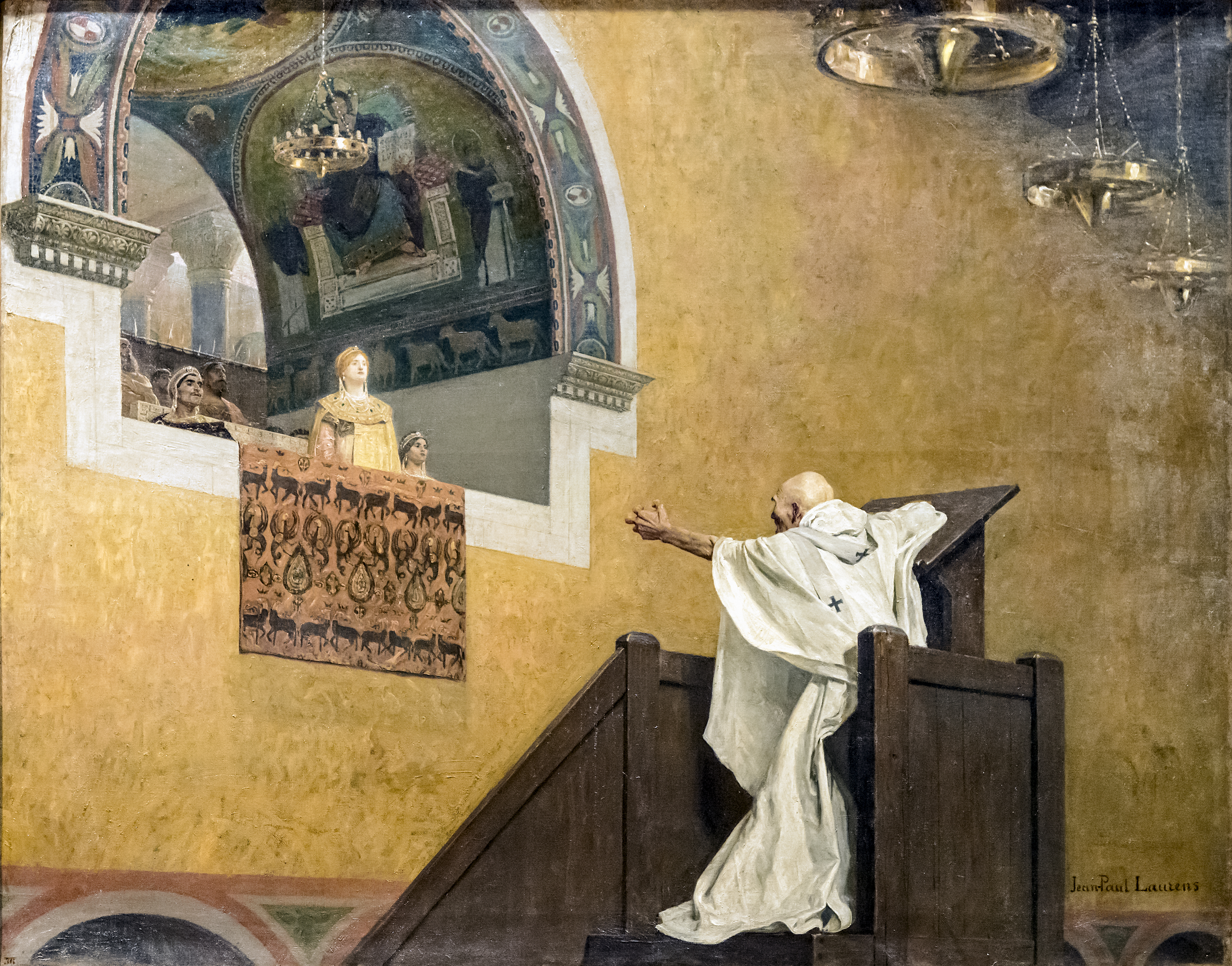
约翰一世在皇帝阿卡狄奧斯和欧多西亚皇后面前，19世紀让-保罗·劳伦斯的畫作

她在當時教會事務中所扮演的角色有較詳盡的記載。她成為基督教會中接受尼西亞信經派系的贊助人，根據索克拉蒂斯記載，她曾資助君士坦丁堡夜間舉行的反阿里烏教派遊行。她還主持了基督教殉道者遺物抵達首都的公共慶祝活動，並親自參加夜間守夜活動。據記載，她一貫獨自處理宗教事務；而她的丈夫阿卡狄奧斯通常不出席任何公共活動。
根據執事馬克記載，歐多西亞在400年接待了主教加薩的波斐利，波斐利承諾會為她生一個兒子以回報她的盛情款待。狄奧多西二世出生後，歐多西亞指示波斐利向嬰兒提交請願書，由新生兒「祝聖」。歐多西亞隨後派遣宦官總管阿曼提烏斯去尋找一位“狂熱的基督徒”執行新律法，摧毀異教神廟，並恐嚇加沙的異教民眾。波斐利摧毀了馬爾納斯神廟，並在那裡建造了一座長方形教堂，以紀念歐多西亞祈求子嗣的誓言。長方形教堂在歐多西亞去世後竣工，為了紀念她，它被命名為歐多西亞內（Eudoxiané）。
歐多西亞在宗教事務上比丈夫更活躍的一個可能原因是，自君士坦丁一世以來，歐多西亞就擔任了原本屬於奧古斯都的教會的庇護人。她的角色使她與君士坦丁堡大主教约翰一世發生衝突，尤其是在後者抗議欧特罗庇厄斯（他在宮廷的盟友）的倒台和處決之後。
在擔任大主教期間，約翰堅決拒絕舉辦奢華的社交聚會，這使他受到平民百姓的歡迎，但卻不受富裕市民和神職人員的歡迎。他對神職人員的改革也不受他們的歡迎。他命令缺席的神父返回他們本應服務的教會——不支付任何薪水。
大約在同一時間，亞歷山大大主教狄奥斐卢斯想要將君士坦丁堡納入自己的影響力，並反對約翰被任命為君士坦丁堡大主教。身為俄利根教義的反對者，他指責約翰過於偏袒後者的教義。狄奥斐卢斯曾懲戒四名埃及出家人（被稱為「高個子兄弟」），原因是他們支持俄利根的教義。他們逃到約翰那裡，受到了約翰的接待。約翰在歐多西亞那裡又樹敵，歐多西亞認為（或許有理有據）約翰對女性服飾奢侈的譴責是針對她自己的。皇后、狄奥斐卢斯和其他人很快就結盟反對約翰。他們在403年召開了一次教會會議（橡樹會議）指控約翰，並利用他與俄利根的關係來攻擊他。這導致他被廢黜和流放。由於他的離開引發了民眾的“騷亂”，皇帝阿卡狄奧斯幾乎立即召回了他。 在他被捕的那天晚上還發生了一場地震，歐多西亞認為這是上帝憤怒的徵兆，促使她請求阿卡狄奧斯恢復約翰的職位。
和平是短暫的。403年9月，歐多西亞的銀像被豎立在聖索菲亞大教堂附近的奧古斯塔廣場。約翰譴責了這些奉獻儀式。他用嚴厲的言語批評歐多西亞：“希羅底又開始胡言亂語；她又開始心煩意亂；她又開始跳舞；她又開始想要把約翰的頭顱放在盤子裡” 他將自己比作施洗約翰。
約翰再次被放逐，這次是被流放到高加索地區的阿布哈茲，並於407年在那裡去世。歐多西亞也沒能活多久。她的第七次也是最後一次懷孕要么以流產告終，要么根據偽殉道者的說法，是第二次死產。她當時血流不止，不久後因感染而死。
她被安葬在君士坦丁堡的聖使徒教堂，安葬在一個斑岩石棺中。10世紀，君士坦丁七世在其著作《典儀論》中對此進行了描述。

## 子女
歐多西亞和阿卡狄奧斯育有五個子女。關於他們生卒年月的主要資料來自馬塞利努斯·科姆斯的編年史：
- 弗拉西拉（生於397年6月17日）。她的出生由馬塞利努斯記錄。她先於父親去世。她是唯一一位在408年父親去世時未被提及在世的兄弟姊妹。
- 普爾喀麗亞（399年1月19日 - 453年7月）。嫁給了之後的皇帝馬爾西安。
- 阿卡迪亞（400年4月3日 - 444年）。
- 狄奧多西二世（401年4月10日 - 450年7月28日）。
- 瑪麗娜（403年2月10日 - 449年）。

如果偽殉道者的說法可信的話，那麼她的兩次懷孕（分別在403年末和404年末）並沒有像之前認為的那樣以流產告終，而是死產，第二次懷孕導致歐多西西亞因血流不止和感染而死亡。

## 扩展阅读
- Chicago, Judy. The Dinner Party: From Creation to Preservation. London: Merrell (2007). ISBN 1-85894-370-1